# 新田章 (漫画家)
新田 章（にった あきら）は、日本の女性漫画家。青森県出身。代表作は『恋のツキ』である。

## 来歴
アフタヌーン四季賞で2005年春に『メチル・ビッグバン』佳作、2006年春に『フライト オブ カラーズ』準入選、2007年春に『黄色い家』審査員特別賞を受賞。
2008年に「マンガ・エロティクス・エフ」（太田出版）にて読み切り短編『くすりをたくさん』で商業誌デビューし、以降、「コミック・ビーム」（エンターブレイン）にて『しおりちゃんの純愛』『かぎっこ』『夏来たりなば』『ランタンパレード』『パラダイス』が掲載された。
2012年、月刊「モーニング・ツー」同年10号にて『あそびあい』を読み切りで掲載後、月刊「モーニング・ツー」2013年4号より連載開始され、2015年5号にて完結した。2016年2月より「モーニング・ツー」に『恋のツキ』が連載開始、2019年6号にて連載終了、同作品は、2018年7月26日よりテレビ東京とNetflixによって実写ドラマ化された。

## 作品リスト

### 書籍
- あそびあい（講談社〈モーニングKC〉、全3巻）
- 恋のツキ（講談社〈モーニングKC〉、全7巻）
- パラダイス（BEAMコミック、全1巻）
- 若草同盟（マガジンハウス、既刊2巻）

### その他
- ボクのイベント（小学館『Maybe!』vol.12[4]） - 「現実逃避」特集、2ページの漫画を描きおろし[4]
- 私がビッグラブを感じる人♡（小学館『Maybe!』vol.13[5]） - イラストとコメント寄稿[5]